# ホソフエフキ
ホソフエフキ (学名：Lethrinus variegatus)は海生のフエフキダイ科フエフキダイ属に分類される魚である。インド太平洋に広く分布する。英名は、slender emperor, variegated emperor等である。

## 分類と名称
1830年にフランスの動物学者であるアシル・ヴァランシエンヌによって最初に記載された。タイプ産地はエリトリアのマッサワである。フエフキダイ属を単型のフエフキダイ亜科に分類する見解もあるが、『Fishes of the World』第5版ではフエフキダイ科に亜科を認めておらず、またフエフキダイ科を従来のスズキ目ではなくタイ目の下に位置付けている。
種小名のvatiegatusは、「多色、まだら」という意味である。ヴァランシエンヌはこれを説明しなかったが、脇腹にある黒い斑点が様々なパターンに見えることを示していると考えられる。

## 外形
背鰭は10棘と9軟条、臀鰭は2棘と8軟条から成る。体長は体高の3.9倍。両目の間は平らか、わずかにこぶ状になっている。胸鰭の腋の内部表面には鱗はない。全体の体色は茶色と灰色で、腹側は淡色であり、不規則な形の暗色の斑点が散らばっている。しばしば目の下に暗い色の線が2本入り、1本は前鰓蓋骨、もう1本は口角まで伸びている。さらに暗い色の帯状の模様が両目の間を通っている。尾鰭以外の鰭には、淡く透明な明るい色と暗い色の縞模様がある。全長は最大20cm。

## 分布と生息地
インド洋及び西太平洋に広く分布する。アフリカの東海岸に沿って、スエズ湾及びアカバ湾から南は南アフリカ共和国のソドワナ湾、コモロ諸島、セイシェル、マダガスカル、チャゴス諸島、南インド、スリランカ、マレー半島を東回りに経由し、太平洋では北は琉球諸島、南はオーストラリアやニューカレドニア、東はトンガまで見られる。サンゴ礁に近い砂質や海藻の多い場所に、単独または小さな群れで生活する。若魚は、海藻の多い浅瀬に非常に大量に存在することがある。

## 生態
カモフラージュを利用して身を隠す。小型の底生無脊椎動物を食べる。雌性先熟の雌雄同体である。